# 마제스틱 (2001년 영화)
《마제스틱》(영어: The Majestic)은 2001년 개봉한 미국의 로맨틱 드라마 영화이다. 프랭크 대러본트가 감독과 제작을 맡았으며, 마이클 슬론이 각본을 썼다.
촬영은 캘리포니아주 펀데일에서 이루어졌다.

## 줄거리
매카시즘이 맹위를 떨치던 1951년, 할리우드의 잘나가는 젊은 각본가 피터 애플턴은 대학 시절 반전 운동 모임에 참석했다는 이유로 공산주의자로 몰린다. 하루아침에 영화 제작이 중단되고, 피터는 여자친구에게서도 버림받은 채 제작사와의 계약마저 해지당한다. 술에 취해 운전하던 피터는 사고로 기억 상실증에 걸린 채 해변에서 발견되고, 그를 본 인근 로슨 마을 사람들은 그를 제2차 세계 대전 때 D데이 직후 작전 중 실종된 지역 주민 루크 트림블로 착각한다.
피터는 마을 사람들의 환대를 받으며 루크로서의 새 삶에 적응해 나간다. 그는 마을의 오래된 영화관 머제스틱(Majestic)을 재건하고 마을에 활력을 불어넣는다. 피터는 루크의 약혼녀였던 어델과도 가까워지며, 프랭클린 D. 루스벨트 대통령에게 전쟁 기념비 시공 의뢰를 받았으나 엄두를 내지 못하던 시장에게 작업에 착수하도록 독려하기도 한다. 한편 피터의 실종은 하원 반미 활동 위원회의 관심을 끌고, 연방 요원들이 그를 찾아 나선다.
피터가 머제스틱에서 상영되는 영화의 포스터에서 자신의 필명을 발견하면서 기억이 되돌아온다. 곧 루크의 아버지 해리가 심근 경색으로 쓰러지고, 죽음이 머지 않았다는 의사의 진단을 들은 피터는 차마 진실을 밝힐 수 없어 해리가 죽기 전까지 계속 루크인 척한다.
장례식 후 피터가 어델에게 모든 진실을 고백한 뒤 연방 요원들과 경찰들이 나타나 주민들에게 피터의 정체를 폭로하고, 피터는 공산주의자 혐의로 위원회에 출석하라는 소환장을 받는다. 에이전트는 피터에게 다른 공산주의자들의 이름을 대고 혐의를 무마시키라고 종용한다.
머제스틱의 좌석 안내원은 피터가 루크가 아님을 알고 있었지만 마을에 활력을 불어넣기 위해 침묵했다는 사실을 피터에게 고백한다. 다음 날 피터는 위원회에 굽히지 말고 맞서 싸우라고 주장하는 어델과 다툰다. 후에 피터는 기차역에서 어델이 보낸 꾸러미를 받는다. 그 안에서 피터는 대의를 위해 기꺼이 죽을 각오가 되어 있다는 내용이 담긴 루크의 편지, 그리고 헌법을 발견한다.
피터는 위원회에서 미국의 이상과 자유를 열정적으로 옹호하는 연설을 하고 루크의 명예 훈장을 치켜 들어 국회 의원들과 청중을 감동시키고, 결국 피터는 풀려난다. 피터는 자신에게 혐의를 뒤집어씌웠던 사람이 대학 시절 반전 모임에 함께 갔던 여자친구임을 알게 된다. 
피터는 할리우드에서 다시 각본가로 일하려 하지만 제작자의 황당한 아이디어에 실망하고 할리우드를 떠난다. 피터는 로슨으로 돌아가며 주민들이 자신에게 보일 반응을 두려워하지만 뜻밖에도 그를 루크와 별개인 존재로 받아들이게 된 주민들의 환영을 받는다. 피터는 다시 머제스틱을 운영하며 어델과 결혼하여 행복한 가정을 꾸린다.

## 출연진
- 짐 캐리 - 피터 애플턴 역
- 밥 밸러밴 - 엘빈 클라이드 역
- 브렌트 브리스코 - 세실 콜먼 역
- 제프리 더먼 - 어니 콜 역
- 어맨다 데트머 - 샌드라 싱클레어 역
- 앨런 가필드 - 리오 쿠벨스키 역
- 핼 홀브룩 - 도일 국회 의원 역
- 로리 홀든 - 어델 스탠턴 역
- 마틴 랜다우 - 해리 트림블 역
- 론 리프킨 - 케빈 배너먼 역
- 데이비드 오그던 스타이어스 - 독 스탠턴 역
- 제임스 휘트모어 - 스탠 켈러 역
- 캐서린 덴트
- 숀 도일
- 브라이언 하우
- 첼시 로스
- 대니얼 본바건
- 얼 보언
- 브루스 캠벨
- 클리프 커티스

목소리
- 맷 데이먼
- 게리 마셜
- 폴 머저스키
- 시드니 폴랙
- 칼 라이너
- 롭 라이너

## 반응
평단으로부터 대체로 부정적인 평을 받았다. 리뷰 애그리게이터 웹사이트 로튼 토마토에서는 42%의 지지도를 기록했다.

## 같이 보기
- 매카시즘
- 제2차 세계 대전